# Филипиха
Филипиха (рос. Филиппиха) — присілок в Бежецькому районі Тверської області Російської Федерації.
Населення становить 57 осіб. Входить до складу муніципального утворення Филипковське сільське поселення.

## Історія
Від 2005 року входить до складу муніципального утворення Филипковське сільське поселення.

## Населення
| 2008 | 2010 |
| ---- | ---- |
| 59   | ↘57  |